# 나카야마 가쓰히로
나카야마 가쓰히로(일본어: 中山 克広, 1996년 7월 17일~)는 일본의 축구 선수이다.

## 구단 경력
그는 2019년 J2리그의 요코하마 FC에 입단했다. 2019년 J2리그 준우승으로 J1리그로 승격했다. 2021년 시미즈 에스펄스로 이적했다. 2022년후 J2리그에 강등했다. 2023년까지 84경기에 출전하여, 12득점을 넣었다. 2024년 J1리그의 나고야 그램퍼스로 이적했다. 2024년에 J리그컵 우승을 차지했다.